# Tebicuary (Paraguay)

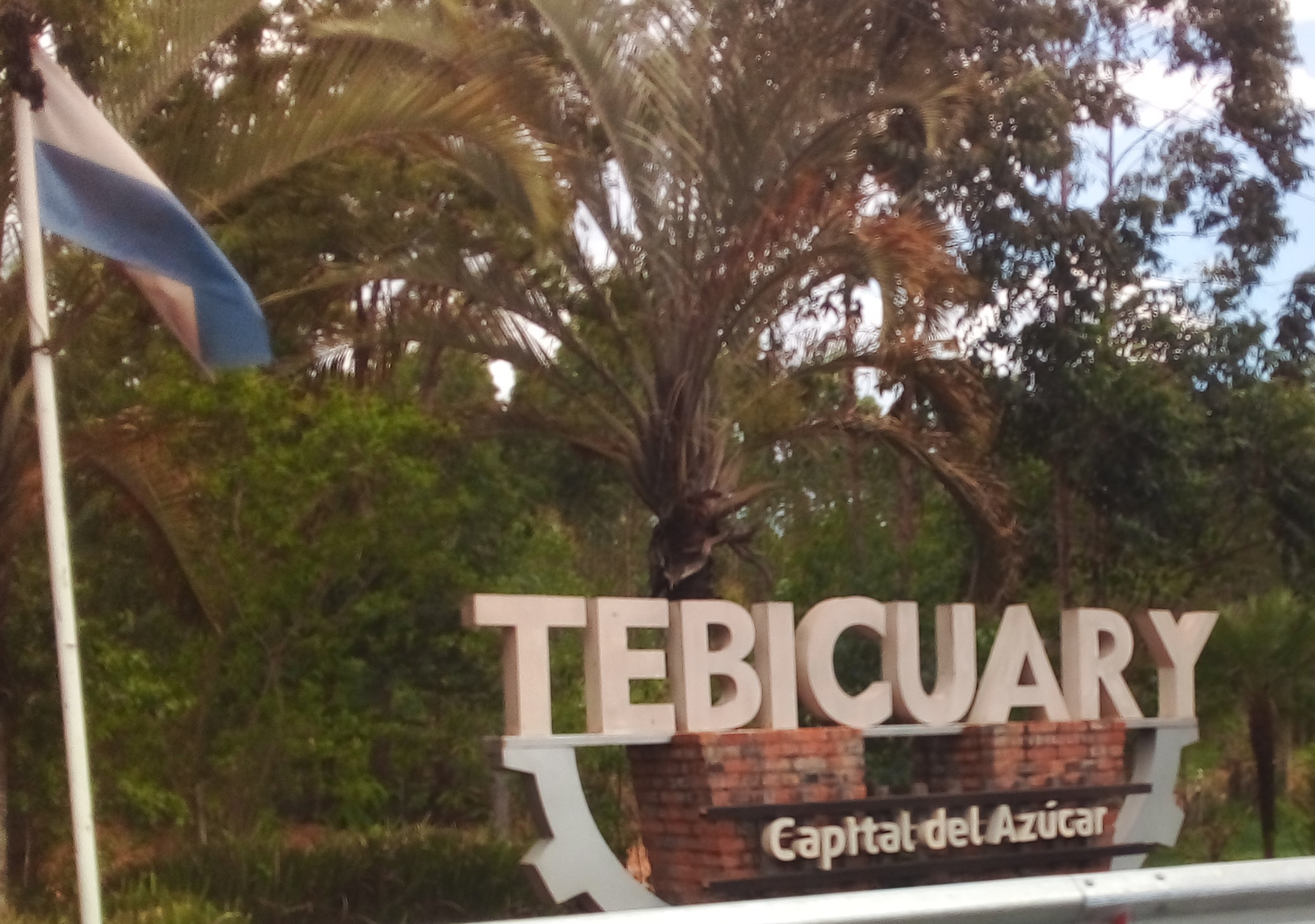
Acceso a Tebicuary por la Ruta Paraguarí-Villarrica.

Tebicuary es un municipio paraguayo situado al oeste en el departamento de Guairá, sobre el río Tebicuarymí.   
Dista unos 132 km al sudeste de la capital nacional, Asunción y unos 30km al oeste de la capital departamental, Villarrica. En 2008 consiguió la categoría de distrito siendo disgregado de Coronel Martínez y convirtiéndose en el municipio más joven de Guairá. Su primer intendente municipal fue el empresario Juan Bosch Beynen.

## Toponimia e historia

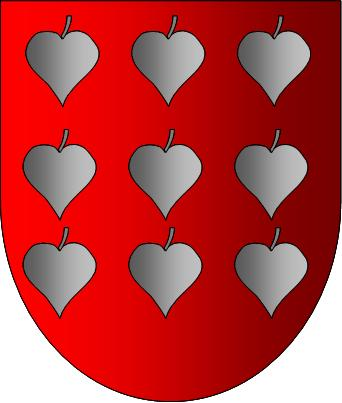
Armas de la familia Ortiz de Zárate. De los primeros propietarios de tierras del actual municipio.

El nombre "Tebicuary" deriva del término guaraní "Teýikuerá" posiblemente describiendo a las tribus Teyy otrora residentes de los actuales departamentos de Misiones y Paraguarí, donde corre el río del mismo nombre, afluente del río Paraguay.  Ya que los conquistadores españoles no podían pronunciar el nombre de dicha tribu, el mismo fue transformándose en el actual término. A su vez, el río donde el pueblo está asentado es el afluente norte del Tebicuary y se llama Tebicuarymí (pequeño Tebicuary) 
Según su propio testamento de 1779, Juana Ortiz de Zárate, hija mestiza del conquistador y gobernador español de Paraguay Juan Ortiz de Zárate, figuraba como residente en una estancia del `Partido Ybytyminí´, que abarcaba los límites del actual municipio además de los del actual Ybytymí. Dicha estancia la había adquirido mediante trueque y cambio con el alférez real Juan Bautista Achard. 
En 1785, el explorador español Félix de Azara describe al Paraje Ybytymini como <<de larga extensión>> con una población menor a 600 personas y con cosechas de caña de azúcar, tabaco y mandioca.
Inicialmente se comunicaba con las ciudades vecinas vía terrestre, férrea y ocasionalmente por vía fluvial en pequeñas embarcaciones. Tanto la planta azucarera como el poblado de Tebicuary se hallaban en una superficie de 234 hectáreas dentro del municipio de Coronel Martínez.
El terreno donde se encuentra ubicada la ciudad originalmente perteneció a Joseph Joaquín Achard y dependía de Ybytymi. Ya se lo conocía como ´Paraje Tebicuary´ y tenía un frente de 5840 metros y un fondo desde el arroyo Tebicuarymí hasta el arroyo Yhaca teniendo como límite natural la margen este del río Tebicuarymí. Al fallecer el señor Achard, el paraje fue dividido en cuatro fracciones y las heredaron sus cinco hijos. Una de ellas, la fracción Areco pasó a un hijo varón, José María Achard.

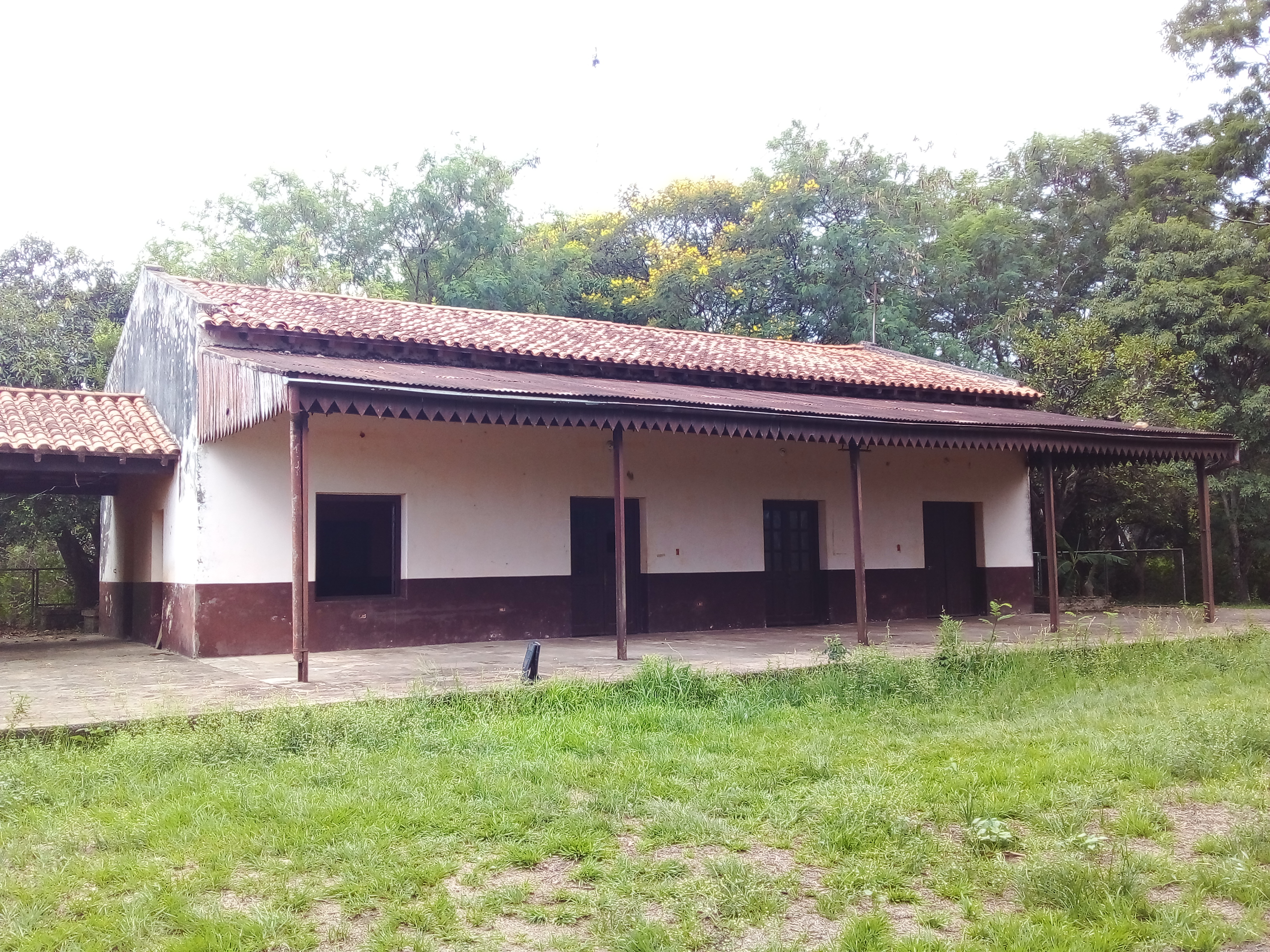
Antigua estación ferroviaria de Tebicuary, del extinto FFCC Carlos Antonio López.

A fines del siglo XIXXIX, comienza a llegar emprendedores españoles con planes de instalar una fábrica de azúcar sobre las vías del Ferrocarril Central Carlos Antonio López. Como centro del emprendimiento se asentaron en el lugar llamado Colonia´i (en yopará colonia pequeña), donde la provisión agua fue insuficiente. Debido a esto, se mudaron más cerca del río Tebicuarymí y se construyeron las primeras casas. El Ingenio Tebicuary fue inaugurado en 1896 y progresivamente fueron aumentando los edificios para los técnicos de la fábrica. Se organizaron los barrios Central, Primero de Mayo, Bella Vista, Ciudad Nueva y Sacachispa. Entre estos solo subsistió el Barrio Central mientras que los demás fueron absorbidos por el crecimiento de la fábrica. 
El 2 de noviembre de 1896 la Sociedad Ruiz Díaz y Cía. que había heredado las propiedades de la familia Achard transfiere las fracciones de tierras a un hombre llamado Vicente Nogués. En 1902, Nogués consigue un préstamo para instalar una azucarera. Mediante sucesivas transferencias, la fábrica y sus propiedades son adquiridas por la empresa Azucarera Paraguaya Sociedad Anónima (AZPA SA), constituida en 1910, que comienza empleando a unos 100 obreros. Dicha sociedad tuvo como pioneros a José Gómez, Juan Bosch, Antonio Plate y Alberto y Marcos Ortlieb, quienes en 1903 establecen un ingenio en un lugar llamado Alfonso Tranquera. Para fijar la población se estableció la urbanización con terrenos donados por AZPA SA. 
El pueblo de Tebicuary, en sus orígenes, dependió de la ciudad de Villarrica según documentos encontrados en la curia de la misma ciudad. El santo patrón de Tebicuary es la Virgen de la Medalla Milagrosa cuya festividad se celebra cada 27 de Noviembre. La primera capilla de la zona data de 1943.

## Economía

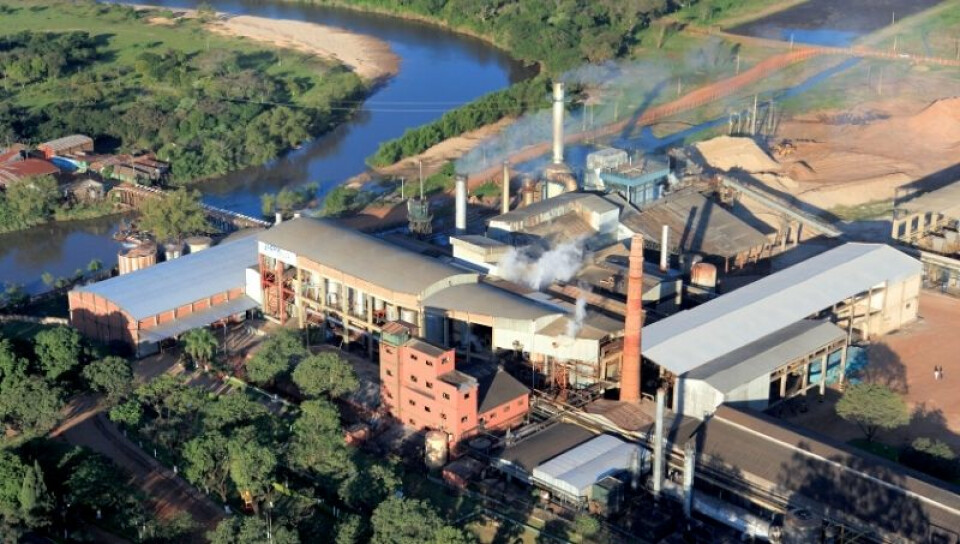
Vista aérea de las instalaciones de AZPA SA.

La zona de Influencia de la industria de Tebicuary comprende ciudades como Coronel Martínez, Félix Pérez, Itapé, San José de los Arroyos, Ybytymi, Borja, Independencia, Valenzuela e Itacurubi de la Cordillera. Emplea de forma directa a 1000 personas e indirectamente a 3000 personas, entre ellas 2100 cañeros. Se estima un beneficio exponencial a 250.000 personas.
En Tebicuary se produce el 50% del total de azúcar nacional y tiene una capacidad de producción de 100.000 toneladas de azúcar anuales, 40.000 toneladas de melaza, 4500 toneladas de gas carbónico y 60 millones de litros de alcohol. Los productos elaborados en el municipio tales como azúcar orgánica y blanca y alcohol como biocombustible se exportan a EEUU, Europa y Asia.
En 1995, se instala la fábrica de levaduras Paraleva S.A. atraídos por el aprovechamiento de la melaza y por la creación del Mercosur el cual posibilitó la libre exportación de sus productos.  

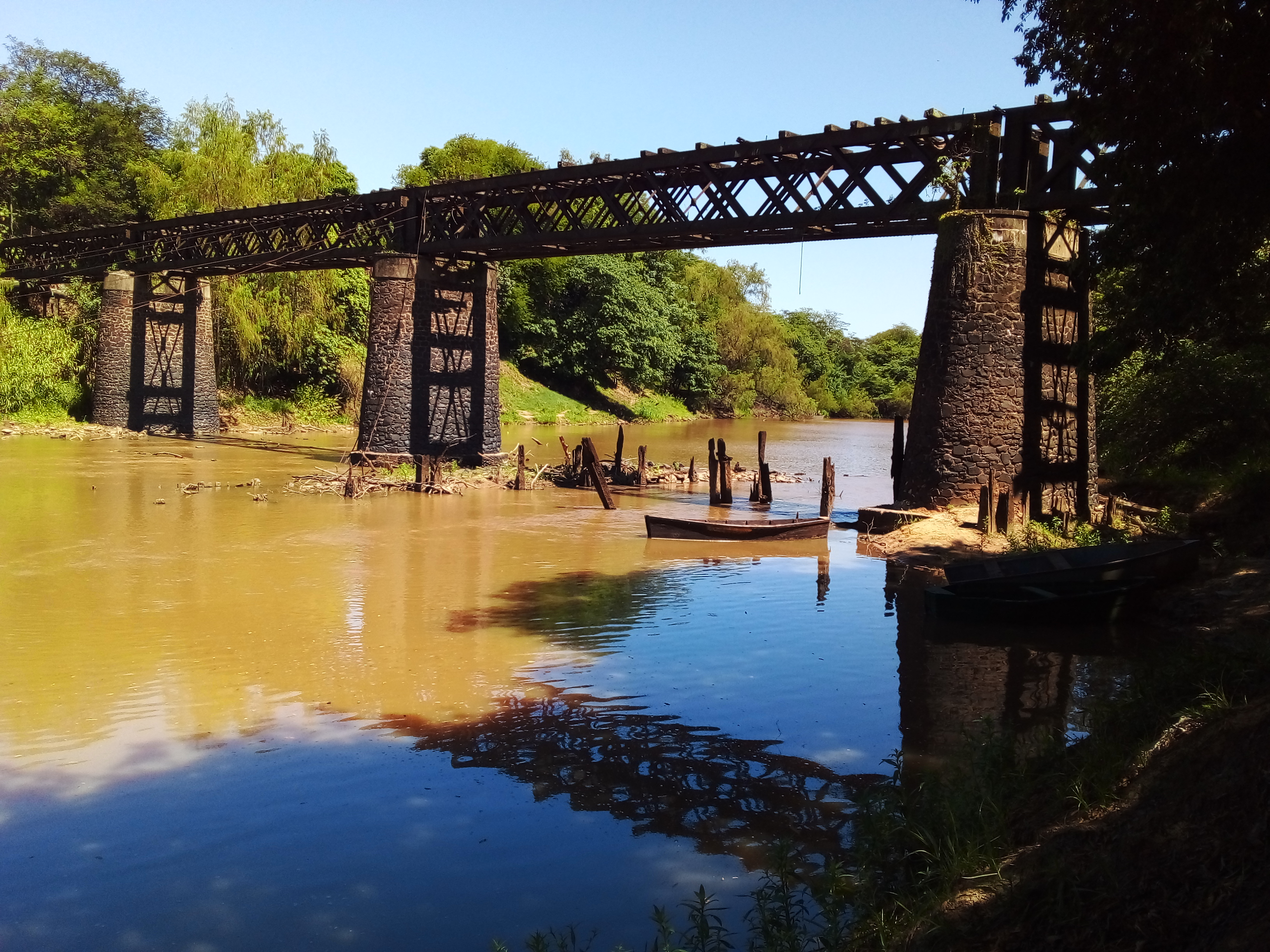
Río Tebicuary, a su paso por debajo del puente del extinto FFCC Carlos Antonio López, hoy llamado "Vía Cué".

## Geografía
Situado al extremo oeste del Departamento del Guaira, sobre la margen derecha del río Tebicuarymí. Limita al norte con San José de los Arroyos, separados por el arroyo Yhaca y con la ciudad de Coronel Oviedo, separados por el arroyo Piray. Al sur con la ciudad de Tebicuarymí, separados por el arroyo Tebicuarymí, al este con Coronel Martínez e Itapé, separados por el río Tebicuarymi y al oeste con la ciudad de Ybytymi.
El territorio municipal se localiza entre las ecorregiones del Bosque Atlántico del Alto Paraná que se caracterizan por poseer bosques altos y húmedos, y el Chaco Húmedo, territorio con alto grado de precipitaciones.

### Hidrografía

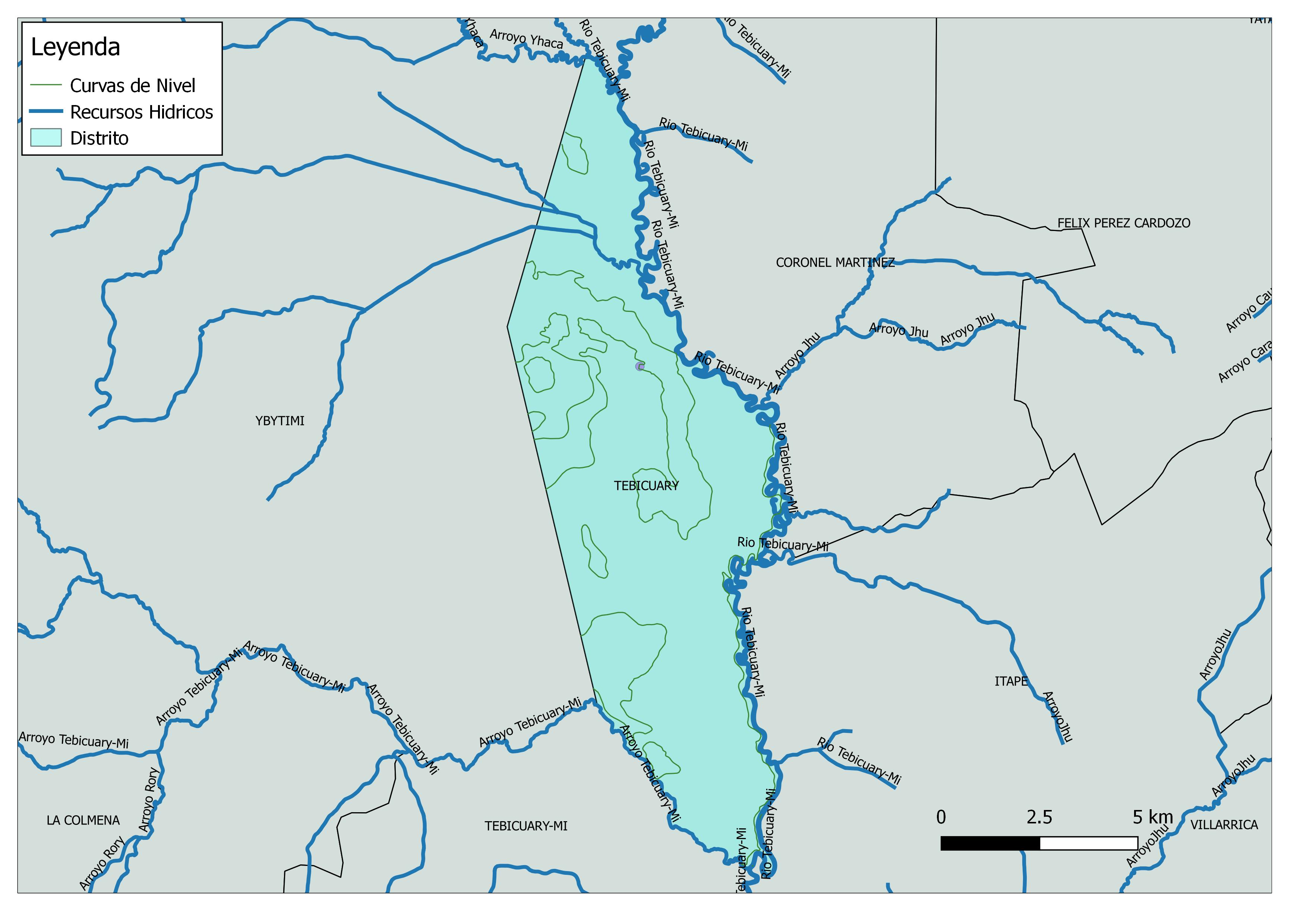
Mapa hidrográfico del municipio Tebicuary.

El territorio municipal se halla irrigado por el río TebicuarymÍ en toda su franja este. Contribuyenn arroyos afluentes del Tebicuarymí de importante caudal como el Tebicuarymí (arroyo), Yhaca, Redentón y el Piray.. El río Tebicuarymí es el afluente norte del río Tebicuary, el cual a su vez es afluente del río Paraguay. 
| Curso Hídrico | Nombre      | Longitud | Extensión | Superficie (ha) |
| Arroyo        | Piray       | 100m     | 100m      | 0,06            |
| Arroyo        | Yhaca       | 2,2km    | 900m      | 0,54            |
| Arroyo        | Redentón    | 3,9km    | 3km       | 1,2             |
| Arroyo        | Tebicuarymi | 6,9km    | 6km       | 3               |
| Río           | Tebicuarymi | 35,8km   | 21km      | 42              |

### Clima
Dispone de un Clima Subtropical, con una temperatura media anual de 22 °C, mínimas de 11 °C y máximas de 33 °C, una precipitación media anual de 1700 mm, una evapotranspiración potencial de 116 cm/año, humedad relativa media del 76 %, vientos en promedio de 6 km/h y una duración de brillo solar de 7 horas. 
En los meses fríos pueden apreciarse promedio de mínimas por debajo de los 11 °C y máximas de 22 °C, con lluvias acumuladas entre 600 y 700 mm, una evapotranspiración potencial de 35 cm/año, humedad relativa media del 77%, vientos en promedio de 6,8 km/h y una duración de brillo solar de 6 horas.
En los meses calurosos pueden apreciarse promedio de mínimas de 17 °C y máximas superiores a 33 °C, con lluvias acumuladas entre 900 y 1000 mm, una evapotranspiración potencial de 81 cm/año, humedad relativa media del 76%, vientos en promedio de 5.3 km/h y una duración de brillo solar casi 8 horas.

### Ecología
El distrito se encuentra ubicado entre las Ecorregiones del Bosque Atlántico del Alto Paraná y el Chaco Húmedo. En las mismas se encuentran ejemplares arbóreos como el ibirapitá, laurel hú, guayaibi, guatambú y cedro. Las franjas de protección de cauces hídricos cuentan con un déficit de aproximadamente 100 hectáreas, las cuales están medidas y proyectadas para su recuperación. Actualmente el 13% de la superficie del municipio está cubierta con bosques estables, esto abarca un poco más de 990 hectáreas.

### Geología

#### Grupo Independencia (Pérmico)
El grupo está constituido por las Formaciones San Miguel y Tacuary, de periodo Pérmico, que aflora en el Paraguay Oriental en un área de 7.996 km². La denominación Serie Independencia fue utilizada por Harrington (1980), para designar las capas sedimentarias del Pérmico superior. En 1956, el mismo autor designa la misma unidad de Formación Independencia, (Eckel, 1959) volvió a utilizar la denominación Serie Independencia en un sistema del Gondwana o de Santa Catarina. Putzer (1962) denominó las capas de periodo pérmico como la Serie Passa Dois.
En la descripción de la geología, Coronel Oviedo (Anónimo, 1966), las capas de edad Pérmica inferior y medio son denominadas Serie Ybytyruzú, dividida en las Formaciones Pañetey e Independencia. Wiens (1982) propone para el Pérmico la división en las Formaciones San Miguel, Tacuary, Tapytá y Cabacuá. En la adaptación preliminar de la columna estratigráfica del Paraguay, para el Proyecto PAR-83/005, estas formaciones fueron reunidas en el Grupo Independencia. En este texto explicativo el Grupo Independencia está dividido en las Formaciones San Miguel y Tacuary con la eliminación de las Formaciones Tapytá y Cabacuá que, en realidad, pertenecen a la base de la unidad de edad Triásico/Jurásica.
El grupo aflora manteniendo la dirección de las denominadas capas gondwánicas, N-S/NNW-SSE, con buzamiento hacia el E, en áreas frecuentemente fallada. Al norte de la zona de la Falla Jejuí/Aguaray Guazú, en el Alto Apa, el Grupo está ausente por erosión en el Triásico inferior.
Las formaciones del grupo se correlacionan con las unidades de los grupos Guatá y Passa Dois, de la Cuenca del Paraná, en el Brasil.
Los depósitos sedimentarios del Período Pérmico se caracterizan por ser sedimentos marinos y continentales, que responden a climas de frío glacial, templado y caluroso, y eventos de transgresiones y regresiones marinas.
El territorio tebicuaryense se encuentra asentado en un 24.5 % en el Grupo Independencia, el 1.1 % corresponde a Sedimentos Heterogéneos y el territorio restante pertenece a Sedimentos de Planicie el cual responde al 74.3 %. 

#### Suelo
Según estudios, el distrito de Tebicuary encuentra su suelo 100% insertado en el tipo de Orden alfisoles, el mismo, a nivel suborden, clase, subclase y fases, presenta diferentes limitaciones naturales para el uso agrícola, aunque todas controlables y corregibles. Estas deben ser identificadas a través de un proceso de planificación del uso de las tierras, plantear medidas, prácticas y obras de manejo y conservación de los suelos, acordes a las condiciones naturales e incorporadas a los sistemas de producción de la agricultura nacional, para asegurar el uso adecuado de este recurso natural productivo.
Pertenecen a este Orden 35,61% de la superficie de suelo de la Región Oriental del Paraguay. Presentan una textura franco-arcillo-arenosa, con estructura de bloques sub-angulares y consistencia en húmedo de plasticidad, no presentan problemas de drenaje ni de pedregosidad, son acordes para el uso agrícola.
Los suelos alfisoles presentan un horizonte subsuperficial argílico, kándico o nátrico, con un valor de saturación de bases de 35% a más, determinado a los 125 cm del límite superior del horizonte argílico o kándico o a los 180 cm de la superficie si la primera profundidad fuese mayor. El horizonte argílico contiene un 20% o más de arcilla que el horizonte superior de eluviación. Si dicho horizonte tiene además una capacidad de intercambio catiónico de 16 cmol o menos de cargas por kg de arcilla y una capacidad de intercambio catiónico efectiva de 12 cmol o menos de carga por kg de arcilla, dicho horizonte es llamado kándico. El horizonte nátrico es una clase especial de horizonte argílico que, además del incremento en el contenido del 20% o más de arcilla, tiene un porcentaje de sodio intercambiable de 15% o más, en uno o más de sus horizontes dentro de los 40 cm del horizonte superior argílico.

## Personas destacadas
- Juan Carlos Herken Krauer (1953) - Economista e historiador graduado de la Birkbeck College del Reino Unido.
- César Almirón - Velocista olímpico